# Confrontos entre Corinthians e Goiás no futebol
Os confrontos entre Corinthians e Goiás no futebol constituem um importante confronto interestadual do Brasil. Estas duas equipes já se confrontaram em jogos importantes pelo Campeonato Brasileiro, Copa do Brasil e Copa Sul-Americana.

## História
O primeiro encontro das duas equipes ocorreu em 15 de setembro de 1958, em um amistoso vencido pelos paulistas pelo placar de 4 a 1, no Estádio Olímpico, na cidade de Goiânia.
A primeira vitória do Goiás aconteceu no sétimo confronto, após uma série de 5 empates, vitória por 2 a 1 em 23 de abril de 1983, no Estádio Serra Dourada.
A rivalidade entre Timão e Verdão começou a aumentar em 2005, esquentou ainda mais nos anos de 2007 e 2008.

### Campeonato Brasileiro
Em duelos no Brasileirão, assim como no retrospecto geral, a vantagem é alvinegra. Foram 45 jogos, com 16 vitórias do Corinthians, 12 vitórias do Goiás e 17 empates. Em 2005, último jogo do campeonato, onde o Goiás venceu o Corinthians de Tevez e companhia por 3 a 2 no Serra Dourada. Mesmo com a derrota, o Timão conquistou o título daquele ano. Já o Goiás conquistou vaga para a Copa Libertadores da América. Dois anos depois, em 2007, nova briga, mas agora contra o rebaixamento. Em jogo emocionante no Serra Dourada, com direito a pênalti desperdiçado pelo Goiás, os times empataram por 1 a 1 e o sofrimento seguiu até a última rodada, onde o Corinthians acabou rebaixado ao empatar com o Grêmio  em Porto Alegre e o Goiás vencer o Internacional em Goiânia.
O Corinthians ficou 7 jogos consecutivos sem perder para o Esmeraldino, de setembro de 2001 a agosto de 2005. Já o Goiás ficou 8 jogos consecutivos sem perder para o Timão, a sequência foi de setembro de 1987 a novembro de 1996.

### Copa do Brasil
Goiás e Corinthians se enfrentaram apenas uma vez na Copa do Brasil, mas deu o que falar. Foi no lendário jogo da uva em 2008, onde um conselheiro do Goiás brincou que chupou uva por conta do uniforme roxo do Timão após vitória da equipe esmeraldina por 3 a 1. Levando isso como motivação para o jogo da volta, o Corinthians conseguiu virar o jogo ao aplicar uma goleada de 4 a 0, resultado que classificou o alvinegro. Após o jogo, a brincadeira mudou de lado e os corinthianos disseram que a uva verde é mais gostosa.

### Maiores goleadas
Partidas abaixo listadas com pelo menos quatro gols marcados e três gols de diferença.
- Corinthians 5-0 Goiás, válido pelo Brasileirão, em 14 de abril de 1984.
- Corinthians 5-1 Goiás, válido pelo Brasileirão, em 4 de setembro de 2010.
- Corinthians 5-2 Goiás, válido pelo Brasileirão, em 21 de agosto de 2014.
- Goiás 0-4 Corinthians, válido pelo Brasileirão, em 6 de março de 1985.
- Corinthians 4-0 Goiás- válido pela Copa do Brasil, em 30 de abril de 2008
- Goiás 1-4 Corinthians, amistoso em 15 de setembro de 1958.
- Corinthians 1-4 Goiás, válido pelo Brasileirão, em 20 de setembro de 2009.

### Jogos decisivos
Em mata-mata:
- Em 2005, o Corinthians eliminou o Goiás na primeira fase da Copa Sul-Americana, vitória por 2 a 0 no Serra Dourada e empate por 1 a 1 no Pacaembu.
- Em 2008, o Corinthians eliminou o Goiás nas oitavas de final da Copa do Brasil, derrota por 3 a 1 no primeiro jogo e vitória por 4 a 0 no segundo jogo.

### Maiores públicos
Em SP
- Corinthians 4-0 Goiás, 50.773, 30 de abril de 2008, Estádio do Morumbi, Copa do Brasil.[10]

Em GO
- Goiás 3–2 Corinthians, 48.978, 4 de dezembro de 2005, Estádio Serra Dourada, Campeonato Brasileiro (43.000 pagantes).

## Confrontos

### Anos 2010
| Data                   | Torneio | Estádio           | Casa        | Visitante   | Placar | Gols (casa)                                                       | Gols (visitante)                   |
| ---------------------- | ------- | ----------------- | ----------- | ----------- | ------ | ----------------------------------------------------------------- | ---------------------------------- |
| 4 de setembro de 2010  | Série A | Pacaembu          | Corinthians | Goiás       | 5-1    | Bruno César 42', Iarley 55', 74', Jorge Henrique 60', Boquita 84' | Júnior 7'                          |
| 5 de dezembro de 2010  | Série A | Serra Dourada     | Goiás       | Corinthians | 1-1    | Felipe Amorim 19'                                                 | Dentinho 29'                       |
| 29 de maio de 2013     | Série A | Serra Dourada     | Goiás       | Corinthians | 1-1    | Ernando 38'                                                       | Guilherme 86'                      |
| 15 de setembro de 2013 | Série A | Pacaembu          | Corinthians | Goiás       | 1-2    | Alexandre Pato 77'                                                | Hugo 56', Amaral 84'               |
| 21 de agosto de 2014   | Série A | Neo Química Arena | Corinthians | Goiás       | 5-2    | Paolo Guerrero 22', Elias 64', Luciano 77', 84', 88'              | Thiago Mendes 10', Jackson 60'     |
| 19 de novembro de 2014 | Série A | Mangueirão        | Goiás       | Corinthians | 0-1    |                                                                   | Felipe Macedo (contra) 44'         |
| 5 de julho de 2015     | Série A | Serra Dourada     | Goiás       | Corinthians | 0-0    |                                                                   |                                    |
| 15 de outubro de 2015  | Série A | Neo Química Arena | Corinthians | Goiás       | 3-0    | Edu Dracena 15', Vágner Love 26', Rodriguinho 87'                 |                                    |
| 7 de agosto de 2019    | Série A | Neo Química Arena | Corinthians | Goiás       | 2-0    | Júnior Urso 25', Mauro Boselli 87' (pen)                          |                                    |
| 16 de outubro de 2019  | Série A | Serra Dourada     | Goiás       | Corinthians | 2-2    | Michael 37', Leandro Barcia 71'                                   | Janderson 11', Gustavo 90+7' (pen) |

### Anos 2020
| Data                   | Torneio | Estádio           | Casa        | Visitante   | Placar | Gols (casa)                                        | Gols (visitante)                                |
| ---------------------- | ------- | ----------------- | ----------- | ----------- | ------ | -------------------------------------------------- | ----------------------------------------------- |
| 2 de setembro de 2020  | Série A | Serrinha          | Goiás       | Corinthians | 1-2    | Vinícius Lopes 66'                                 | Fábio Sanches (contra) 28', Danilo Avelar 90+1' |
| 21 de dezembro de 2020 | Série A | Neo Química Arena | Corinthians | Goiás       | 2-1    | Gustavo Silva 14', Jô 51'                          | Fernandão 3'                                    |
| 19 de junho de 2022    | Série A | Neo Química Arena | Corinthians | Goiás       | 1-0    | Fábio Santos 34' (pen)                             |                                                 |
| 29 de outubro de 2022  | Série A | Serrinha          | Goiás       | Corinthians | 0-0    |                                                    |                                                 |
| 23 de abril de 2023    | Série A | Serrinha          | Goiás       | Corinthians | 3-1    | Matheus Peixoto 31', Lucas Halter 80', Apodi 90+4' | Róger Guedes 17'                                |
| 26 de agosto de 2023   | Série A | Neo Química Arena | Corinthians | Goiás       | 1-1    | Maycon 82'                                         | Guilherme 59' (pen)                             |

Último confronto
| 26 de agosto | Corinthians | 1 – 1 | Goiás                       | Neo Química Arena, São Paulo                                      |
| 21:00        | Maycon 82'  |       | 59' (pen) Guilherme Marques | Público: 37,316 Árbitro: MG Paulo César Zanovelli da Silva (FIFA) |

| G                    | 12 | Cássio           |       |     |
| LD                   | 13 | Léo Maná         | 13'   | 66' |
| Z                    | 3  | Lucas Veríssimo  | 80'   |     |
| Z                    | 14 | Caetano          |       |     |
| LE                   | 21 | Matheus Bidu     |       |     |
| V                    | 44 | Gabriel Moscardo |       | 55' |
| M                    | 20 | Giuliano         |       | 67' |
| M                    | 33 | Ruan Oliveira    |       | 67' |
| A                    | 9  | Yuri Alberto     |       |     |
| A                    | 11 | Ángel Romero     |       |     |
| A                    | 36 | Wesley           |       | 55' |
| Substitutos:         |    |                  |       |     |
| G                    | 22 | Carlos Miguel    |       |     |
| Z                    | 4  | Gil              |       |     |
| Z                    | 6  | Fábio Santos     |       |     |
| Z                    | 25 | Bruno Méndez     | 90+3' | 66' |
| Z                    | 34 | Murillo          |       |     |
| M                    | 5  | Fausto Vera      |       |     |
| M                    | 7  | Maycon           |       | 55' |
| M                    | 8  | Renato Augusto   |       | 67' |
| M                    | 10 | Matías Rojas     |       | 67' |
| M                    | 26 | Guilherme Biro   |       |     |
| A                    | 19 | Gustavo Silva    |       | 55' |
| A                    | 41 | Felipe Augusto   |       |     |
| Técnico:             |    |                  |       |     |
| Vanderlei Luxemburgo |    |                  |       |     |

| G                   | 23 | Tadeu             |     |     |
| LD                  | 2  | Maguinho          |     |     |
| Z                   | 3  | Lucas Halter      |     |     |
| Z                   | 19 | Bruno Melo        |     |     |
| LE                  | 66 | Hugo              |     |     |
| V                   | 12 | Willian Oliveira  |     |     |
| V                   | 40 | Morelli           |     |     |
| M                   | 60 | Guilherme Marques |     | 88' |
| A                   | 45 | João Magno        |     | 66' |
| A                   | 70 | Anderson Oliveira | 84' |     |
| A                   | 77 | Allano            |     | 83' |
| Substitutos:        |    |                   |     |     |
| G                   | 29 | Ezequiel          |     |     |
| Z                   | 13 | Bruno Santos      |     |     |
| Z                   | 22 | Apodi             |     |     |
| Z                   | 43 | Edu               |     |     |
| M                   | 5  | Raphael Guzzo     |     | 88' |
| M                   | 8  | Higor Meritão     |     |     |
| M                   | 10 | Julián Palacios   |     |     |
| M                   | 55 | Luís Oyama        |     |     |
| M                   | 95 | Dodô              |     |     |
| A                   | 7  | Vinícius          |     | 83' |
| A                   | 9  | Matheus Babi      |     | 66' |
| A                   | 27 | Alesson           |     |     |
| Técnico:            |    |                   |     |     |
| Armando Evangelista |    |                   |     |     |